# Pfannspitze
Pfannspitze (italsky Cima Vanscuro) je se svou nadmořskou výškou 2678 m jedním z nejvyšších vrcholů Karnských Alp a leží přímo na hranici mezi Rakouskem a Itálií.

## Historie
Během první světové války se zde táhla frontová linie, o čemž svědčí do dnešní doby zachovalé pozůstatky zákopů a vojenských budov včetně malých vysokohorských válečných hřbitovů a kaplí. Nyní je Pfannspitze oblíbeným jednodenním cílem dostupným zejména z obce Kartitsch údolím Winklertal. Vrchol míjejí i všichni dálkoví vysokohorští turisté putující po hlavním hřebeni Karnských Alp po vysokohorské stezce Karnische Höhenweg.
Z vrcholu je nádherný panoramatický výhled na jezero Obstanser See s chatou Obstanserseehütte a okolní horské masivy zahrnující Großglockner, Großvenediger, Sextenské Dolomity a Große Kinigat. Obtížnost túry na vrchol Pfannspitze lze označit za střední, i když krátká pasáž na jihozápadním hřebeni před vrcholem vyžaduje jistou chůzi a netrpět závratěmi.